# Termoelektromos generátor
A termoelektromos generátor (angolul: thermoelectric generator, TEG), más néven Seebeck generátor, egy olyan szilárd félvezető eszköz, amely a hőáramot (a hőmérsékleti különbségeket) közvetlenül elektromos energiává tudja átalakítani a Seebeck-effektusnak nevezett jelenség révén. A termoelektromos generátorok hasonló módon működnek, mint a hőmotorok (például a Stirling-motor), de kevésbé terjedelmesek és nincsenek mozgó alkatrészeik, viszont a TEG-ek jellemzően drágábbak és kevésbé hatékonyak.
A hőelektromos generátorokat fel lehetne használni az erőművekben a hulladékhő részben villamos energiává történő átalakítására, és gépjárművekben autó-termoelektromos generátorokként (ATG-ként) az üzemanyag-hatékonyság / energiahatékonyság növelése érdekében. Felhasználásuknak ezeken a területeken határt szab az a tény, hogy alkalmazásuk (a jelenlegi technológiai megoldásokkal) gazdaságtalan. 
A radioizotópos termoelektromos generátorok, az RTG-k olyan TEG-ek, amik a radioizotópok bomláshőjét alakítják át (alacsony hatásfokkal) villamos energiává.

## Története
1821-ben Thomas Johann Seebeck fedezte fel, hogy két különféle vezető között kialakuló hőgradiens villamos energiát termelhet. A termoelektromos hatás azon a tényen alapul, hogy a vezető anyag hőmérsékleti gradiense hőáramot eredményez; ez a töltéssel rendelkező hordozók diffúzióját eredményezi. A töltő hordozók áramlása a meleg és a hideg pólusok között  feszültségkülönbséget eredményez. 
1834-ben Jean Charles Athanase Peltier felfedezte azt a fordított hatást, amely szerint az elektromos áram áramlása két, ilyen vezető érintkezési felületén az áram irányától függően fűtőként vagy hűtőként viselkedhet . Erről a hatásról nevezték el utána a Peltier elemeket.

## Felépítése

Seebeck-effektus egy vas- és rézhuzalból készült hőmérőben

A termoelektromos áramfejlesztők három fő alkotóelemből állnak: hőelektromos anyagokból, hőelektromos modulokból és a hőforráshoz kapcsolódó hőelektromos rendszerekből. 

### Termoelektromos anyagok
A hőelektromos anyagok közvetlenül a hőből termelnek energiát azáltal, hogy a hőmérsékleti különbségeket elektromos feszültséggé alakítják át. Ezeknek az anyagoknak magas elektromos vezetőképességgel (σ) és alacsony hővezető képességgel (κ) kell rendelkezniük, hogy hőelektromos anyagok legyenek. 
Az alacsony hővezető képesség biztosítja, hogy amíg az egyik oldal melegszik, a másik oldal hideg marad, ami elősegíti a feszültségkülönbség kialakulását a hőmérsékleti különbséggel párhuzamosan. Az anyagok közötti hőmérsékleti különbség hatására az elektronok áramlásának nagyságát a Seebeck-együttható (S) adja meg. 
Egy adott anyag termoelektromos teljesítményének hatékonyságát az annak „érdemi együtthatója” adja meg  zT = S²σT / κ.
A három legismertebb félvezető, melyek alacsony hővezető képességgel és nagy teljesítménytényezővel rendelkezik, a bizmut-tellurid (Bi2Te3), az ólom-tellurid (PbTe) és a szilícium-germánium (SiGe). Ezek az anyagok ritkaelem komponenseket tartalmaznak, emiatt drágák.
Manapság a félvezetők hővezető képessége úgy csökkenthető anélkül, hogy befolyásolnák azok elektromos tulajdonságait, hogy nanotechnológiai eljárásokat alkalmaznak. Ez úgy érhető el, hogy nano-dimenziókban hozzák létre a Peltier elemeket és ezek huzagolását is. A nanoanyagok gyártási folyamata azonban továbbra is komoly technológiai kihívást jelent.

## Fordítás
- Ez a szócikk részben vagy egészben  a   Thermoelectric generator című angol Wikipédia-szócikk ezen változatának fordításán alapul.  Az eredeti cikk szerkesztőit annak laptörténete sorolja fel. Ez a jelzés csupán a megfogalmazás eredetét és a szerzői jogokat jelzi, nem szolgál a cikkben szereplő információk forrásmegjelöléseként.